# Starfox (Marvel Comics)
Pour les articles homonymes, voir Star Fox.
Starfox est un personnage de fiction de Marvel Comics. Il est apparu pour la première fois dans Iron Man #55, en 1973.
Son véritable nom est Éros ; il fait partie des Éternels de Titan comme son père Mentor et son frère Thanos. Il a été membre des Vengeurs.

## Biographie fictive
Éros est un membre des Éternels qui quittèrent la Terre il y a plusieurs siècles pour s'installer sur Titan, une lune de Saturne. Éros est le plus jeune des fils de Mentor et Sui-san. À l'opposé de son frère Thanos, il est devenu un grand et joyeux séducteur. Ce côté s'assombrit pourtant quand Thanos lança sa première grande attaque contre Titan.
Des années plus tard, Éros rejoignit la résistance organisée par les Éternels survivants aidée par Captain Mar-Vell et les Vengeurs. Thanos vaincu, Éros décida de voyager à travers l'univers, à la recherche de mondes de loisirs.
Éros revint sur Titan pour accompagner Mar-Vell, lors de ses derniers jours de vie. Avant de mourir, Mar-Vell fit promettre à Éros de prendre soin de sa compagne Elysius. Éros honora son vœu quelques semaines jusqu'à ce qu'Elysius le libère de cette contrainte. Il partit donc pour la Terre et rejoignit les Vengeurs (sous le nom de Starfox, car ils jugeaient « Éros » peu approprié). Au cours de sa carrière de Vengeur, il affronta de puissantes menaces, comme Terminus, Maelstrom ou encore Nébula, la petite-fille de Thanos.
Éros retourna à une vie d'aventures et d'hédonisme jusqu'à ce qu'il soit capturé par son frère, détenteur du « Gant de l'Infini » et de ses Gemmes. Il fut torturé par son frère jusqu'à sa libération.
Éros passa du temps avec le fils de Mar-Vell, Genis-Vell, faisant office à la fois de parrain, d'éducateur et d'ami.
Il fit partie de la réunion des Vengeurs quand la fée Morgane attaqua les super-héros. À la fin de cette aventure, il partit avec Tigra sur une planète de plaisirs. 
Éros et son frère Thanos ont une coutume, la Trêve, initiée à la demande de leur père. Tous les mille ans terrestres, ils se rencontrent dans un endroit neutre pour s'échanger des cadeaux. 

## Pouvoirs
- Éros est un Éternel de Titan (un sous-genre moins puissant que les Éternels de la Terre, incapable de former l'Uni-Mind). Par conséquent, il possède tous les attributs propres à cette race génétiquement avancée. Il est virtuellement immortel, ne craignant ni le vieillissement, ni les maladies.
- Il peut guérir de toute blessure. Seule une dissipation importante de ses molécules pourrait le tuer réellement.
- Sa force est de classe surhumaine, lui permettant de soulever plusieurs dizaines de tonnes sans effort.
- Il contrôle la gravité pour voler à grande vitesse et peut générer un champ de force lui permettant de survivre sous l'eau ou dans le vide glacial de l'espace.
- Éros a maîtrisé son pouvoir sur l'énergie cosmique en un aura de persuasion. Une personne qui le regarde devient amicale, euphorique ou calme, selon son désir. Ce pouvoir n'a toutefois pas d'effet sur son frère Thanos.
- Au cours de ses nombreux voyages, grâce à son intelligence remarquable, il a appris plus de 500 langues extraterrestres.
- Éros possède de bonnes connaissances en électronique et en pilotage.

## Apparitions dans d'autres médias
Eros apparait pour la première fois au cinéma dans une scène post-crédits du film Les Éternels (2021), 26e film de l'univers cinématographique Marvel. Il y est interprété par Harry Styles.